# 戴曉蓮
戴曉蓮（1963年—），上海人，中國廣陵派古琴演奏家，上海市人类口头传承非物质文化古琴艺术传承人。現任上海音乐学院民乐系古琴专业教授。

## 生平
戴曉蓮出生在1963年的上海，叔外公是古琴名家張子謙，9歲開始戴曉蓮便師從張子謙學琴，後來亦曾師從吳景略、吳文光父子。1981年進入上海音乐学院民族音乐系古琴专业，先后師從姚丙炎、林友仁、龔一學琴。
1985年戴曉蓮自上海音樂學院畢業，留校任職，先後在图书馆资料室、唱片编目室工作。1991年赴荷兰莱顿大学汉学院擔任十個月的访问学者。1992年末開始擔任母校學報《音乐艺术》编辑部编辑，並且兼任各系古琴必修、选修古琴教学。2001年起担任民族音乐系古琴专业教师，并首次開設全院大班式古琴音乐理论选修课。次年至2004年選為系青年骨干教师。此後多次在國內外舉辦古琴演奏會。

## 作品

### 專輯
- 《广陵琴韵三》
- 《Art of the Qin Zither》
- 《涟漪-独奏专辑》
- 《和畅-重奏专辑》
- 《学好古琴》
- 《经典名曲》
- 《琴歌-醉花荫》
- 《思君集-邓丽君音乐》

### 著作
- 《古琴重奏曲集》
- 《戴曉蓮教學演奏琴譜》